# Saline

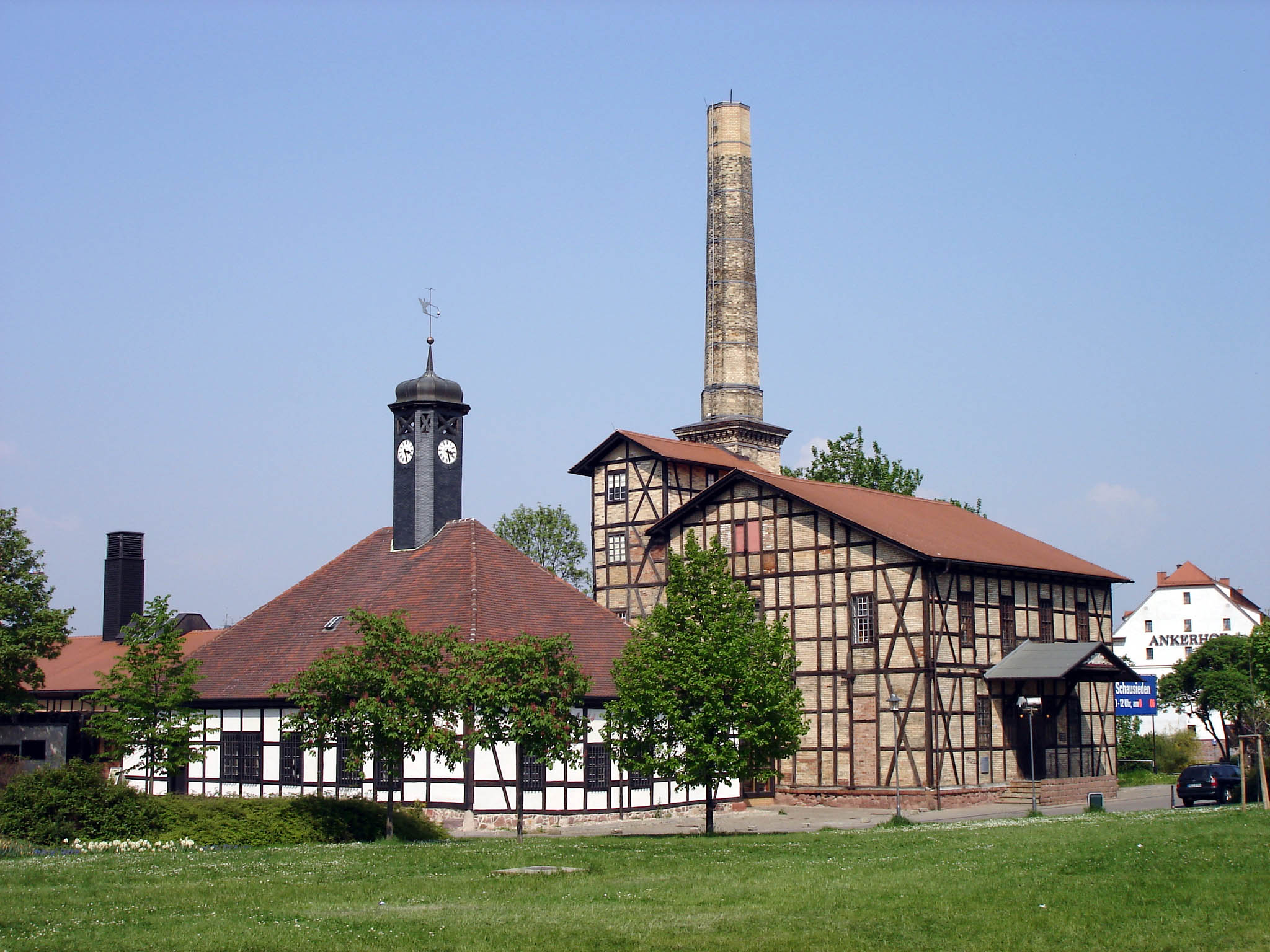
Saline einer der ältesten deutschen Salinenstädte Halle (Saale)

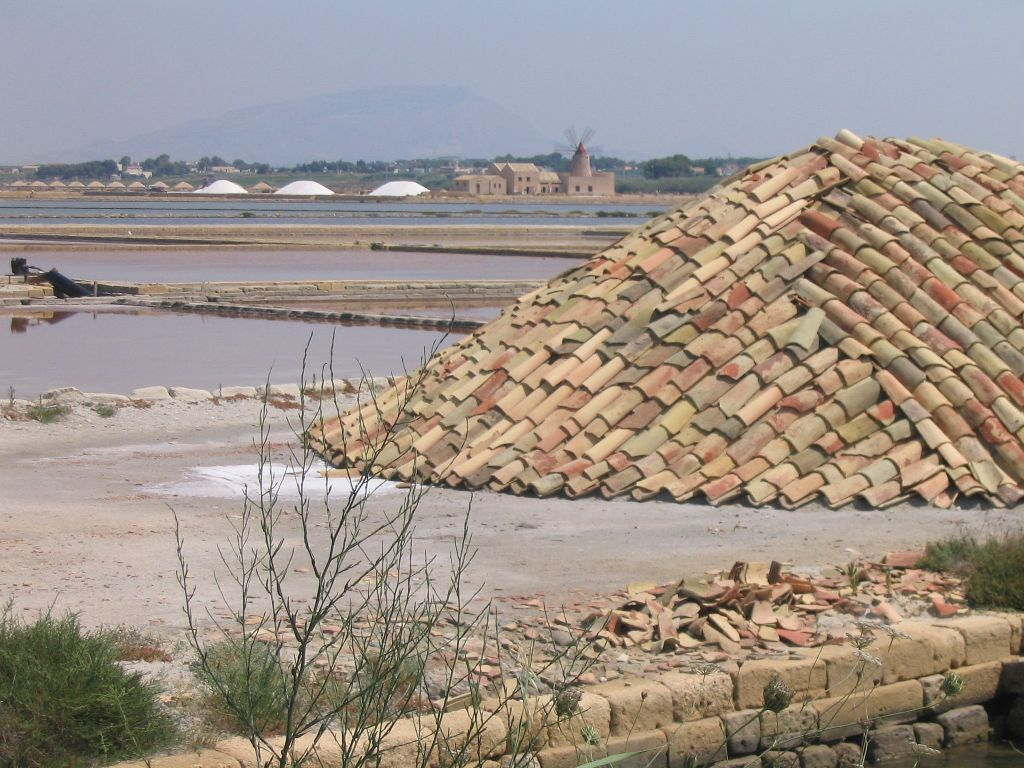
Meerwassersaline zwischen Marsala und Trapani (Sizilien)

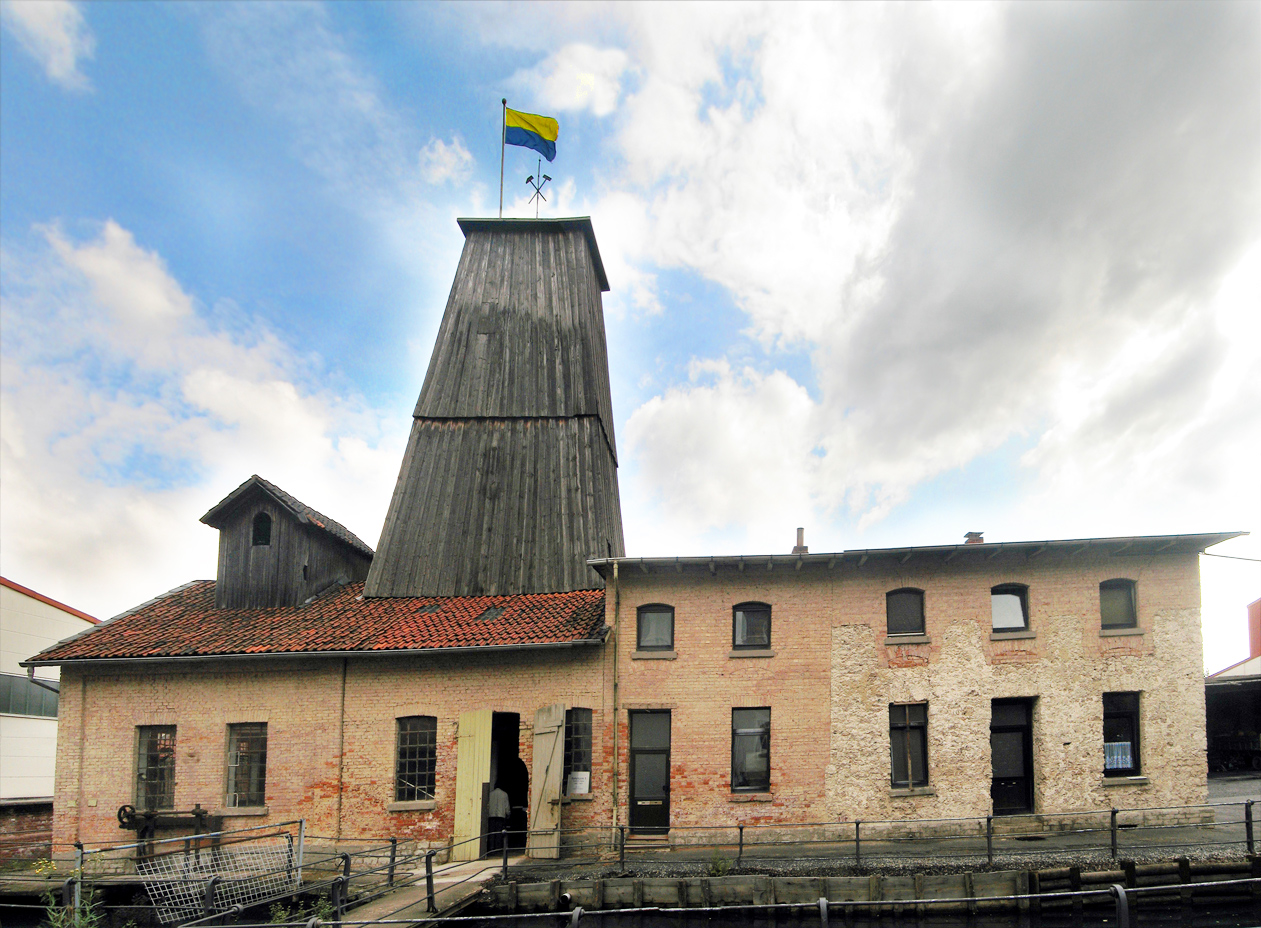
Saline Luisenhall, Göttingen

Eine Saline ist eine Anlage zur Gewinnung von Speisesalz. Es gibt Siedesalinen und Meerwassersalinen: In Siedesalinen wird Siedesalz durch Verdampfung einer meist unter Tage hergestellten oder aus einer natürlichen Quelle stammenden Sole gewonnen. In Meerwassersalinen hingegen wird Meersalz durch Verdunstung von Meerwasser gewonnen.

## Begriff
Der deutsche Sprachraum ist bemerkenswerterweise der einzige, der den Salinen-Begriff für die zwei vollkommen unterschiedlichen Arten von Salzgewinnung verwendet. In anderen Sprachräumen wird der Begriff ausschließlich für die Salzgewinnung durch Verdunsten von Meerwasser verwendet. Das Sieden der Sole als Nachbereitungsprozess hat dort keine eigenständige Bedeutung.
Nicht als Saline bezeichnet werden
- Entsalzungsanlagen für Meerwasser, in denen das Salz als Nebenprodukt anfällt,
- Salzbergwerke, in denen das Salz im Bergbauverfahren mechanisch abgebaut wird.

Von Salinen zu unterscheiden sind Gradierwerke, in denen der Salzgehalt der Sole durch Verdunstung erhöht wurde, um kostbares Brennmaterial zu sparen. Saline und Gradierwerk zusammen werden in der Fachsprache als Salzwerk bezeichnet.

## Siedesalinen
Siedesalinen machen den größten Anteil der Salzproduktion in den Industrieländern aus. Das Endprodukt, das Sud- oder Siedesalz, wird durch anhaltendes Sieden und damit Eindampfen einer Salzlösung (Sole) gewonnen. Die nach der Ausfällung des Siedesalzes zurückbleibende Sole wird als Restlauge oder Restsole, veraltet auch als Bittersole, bezeichnet (das unter anderem darin noch gelöste Magnesiumsulfat wird heute noch allgemein Bittersalz genannt) und eignet sich unter anderem als Gerinnungsmittel bei der Herstellung von Tofu (siehe Nigari).
Zur Herstellung der Sole wird in vielen Salinen heißes Süßwasser unter hohem Druck in unterirdische Steinsalzlagerstätten gepumpt (Bohrspülwerk). Dort löst sich das Salz im Wasser und die so gewonnene Sole wird wieder nach oben gepumpt und dann eingedampft. Früher wurden auch Solen aus salzhaltigen Quellen genutzt, die sich auf natürlichem Wege im Untergrund mit Salz angereichert hatten. Da solche Quellen aber selten sind, spielen sie für die heutige industrielle Produktion nur eine unbedeutende Rolle. Teilweise wurde auch (natürlich vorkonzentriertes) Meerwasser in Siedesalinen gesotten, z. B. auf der kleinen dänischen Insel Læsø.
Die als Siedesalinen genutzten Gebäude werden auch als Sud- oder Siedehäuser bezeichnet. In Österreich wurde bis zum Ende des 19. Jahrhunderts nach den zum Eindampfen genutzten Gefäßen, den Salzsiedepfannen, der Begriff Pfannhaus genutzt. In Großbetrieben werden heute geschlossene Systeme eingesetzt, die einen höheren Wirkungsgrad haben.
Heute werden schätzungsweise 70 Prozent des Weltverbrauchs aus Steinsalz gewonnen, wobei genauere Angaben schwierig sind, da viele produzierende Länder keine Angaben über die Herkunft ihres Salzes machen. Die Produktionsstätten sind vielfach in den Händen großer multinationaler Firmen wie Cargill oder Compass Minerals International. In Deutschland werden zurzeit fünf Salinen betrieben. Zusammen mit den Salzbergwerken betrug die Gesamtproduktionsmenge 2003 ungefähr 14,1 Mio. t Salz.

Verfahrensschema der Salzgewinnung am Beispiel der Saline Luisenhall
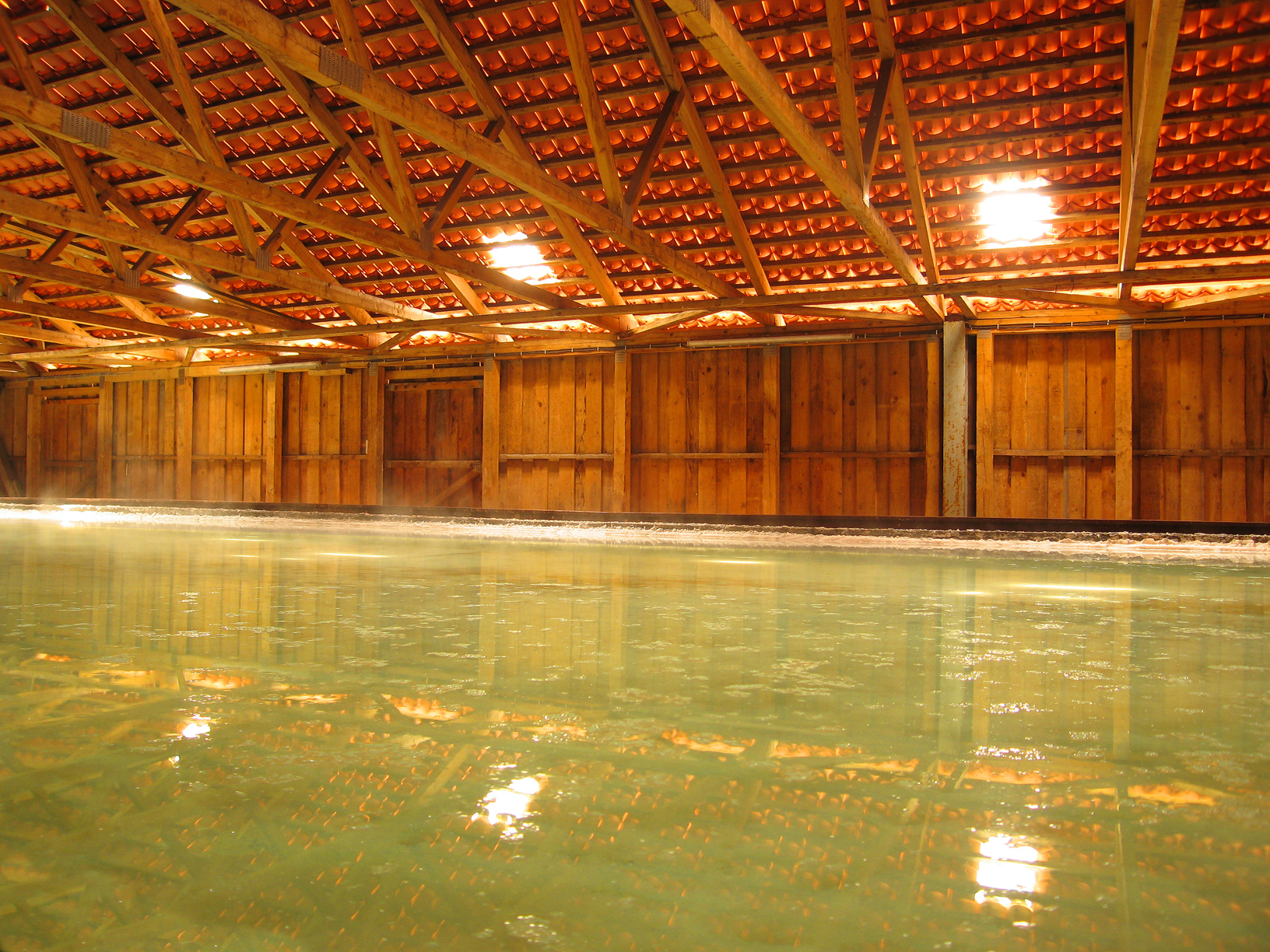
Siedepfanne der Saline Luisenhall
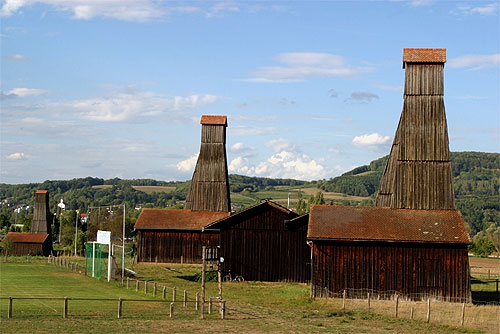
Ehemalige Saline in Bad Zurzach (Schweiz)
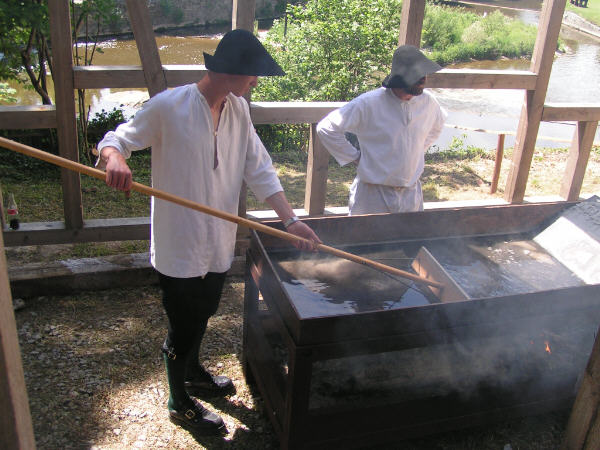
Salzsieden in einer rekonstruierten mittelalterlichen Saline, Schwäbisch Hall
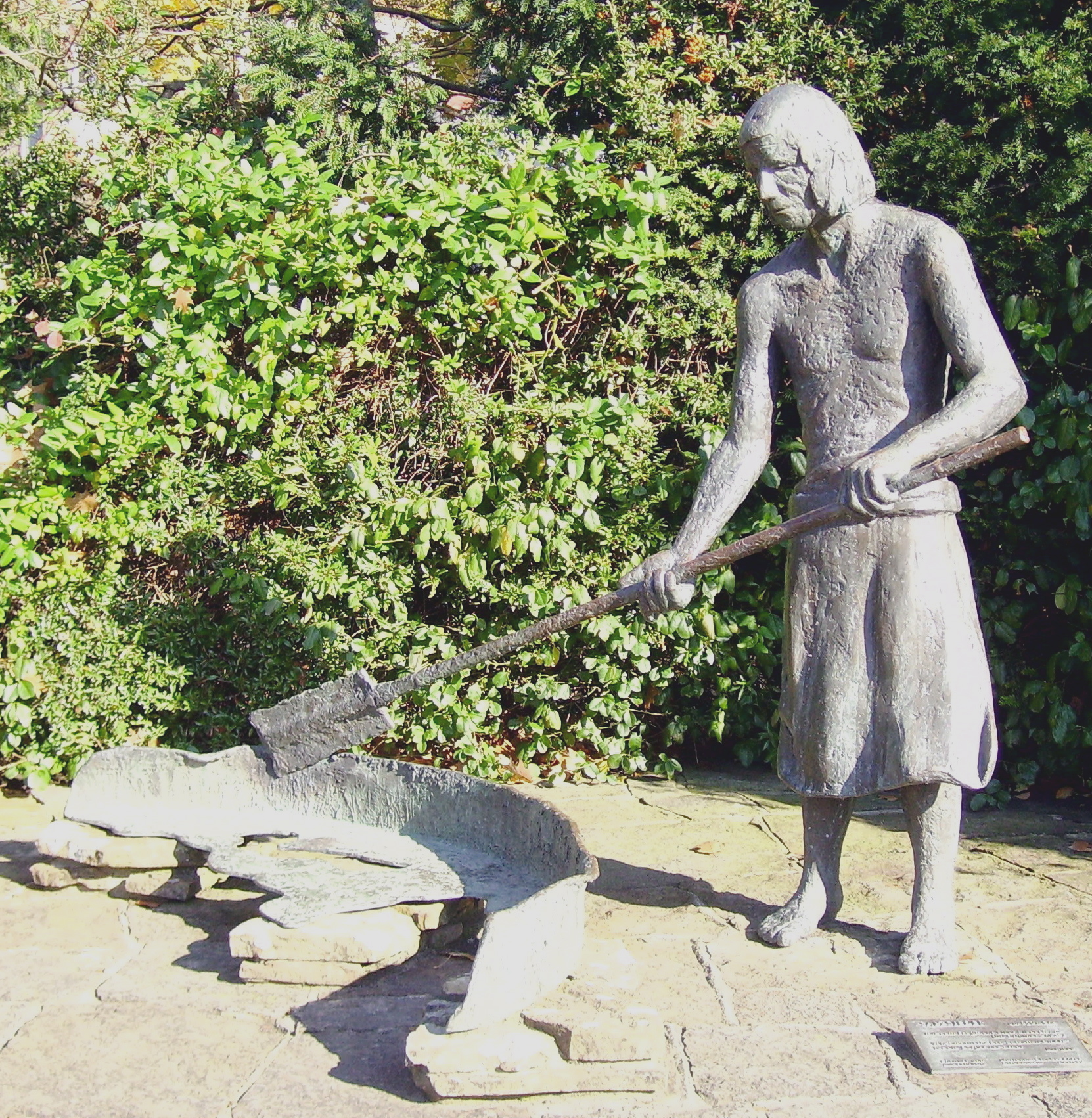
Skulptur eines Salzsieders um 800 v. Chr. auf dem Salzhof in Bad Salzuflen
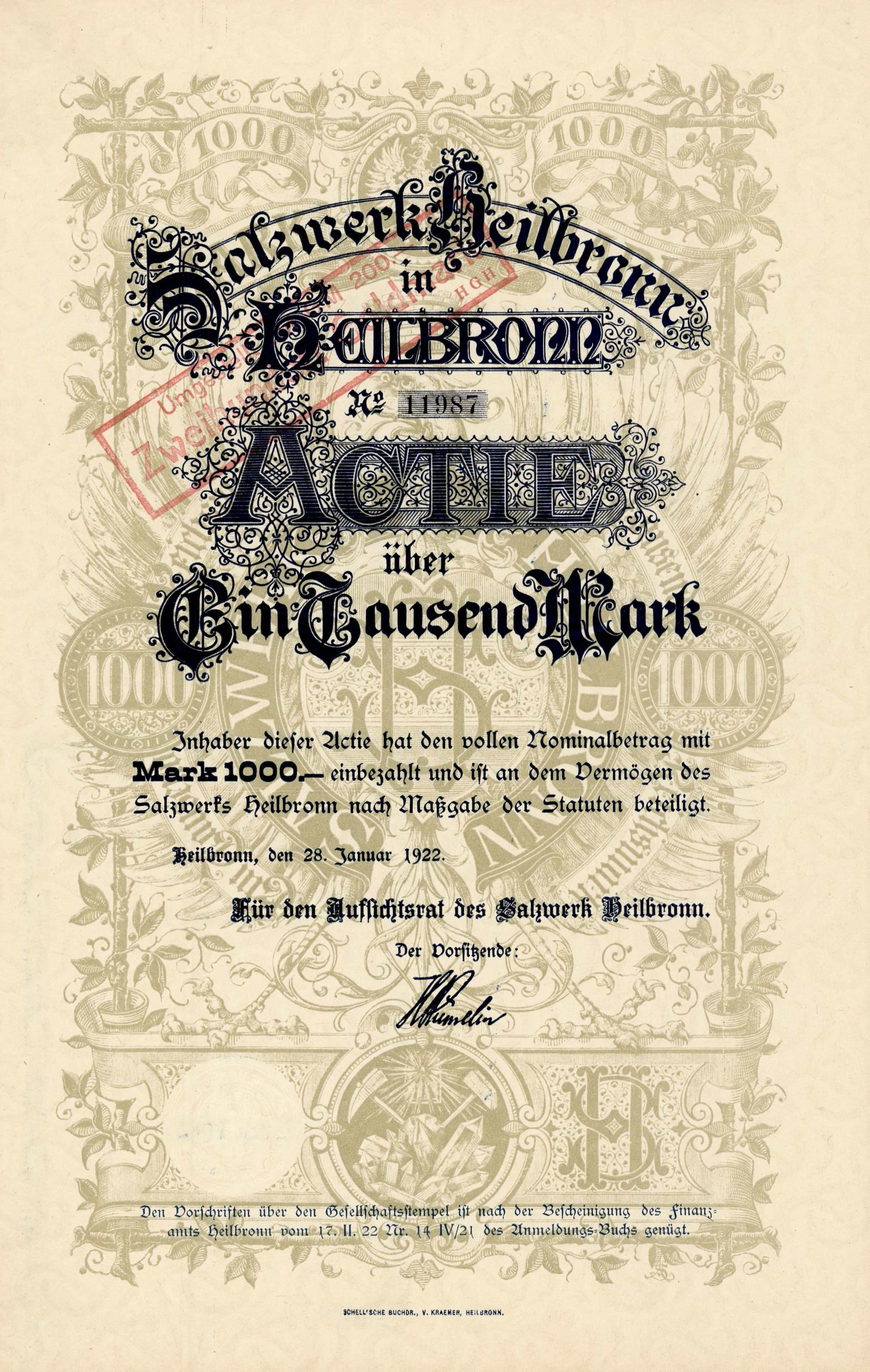
Aktie des Salzwerks Heilbronn vom 28. Januar 1922
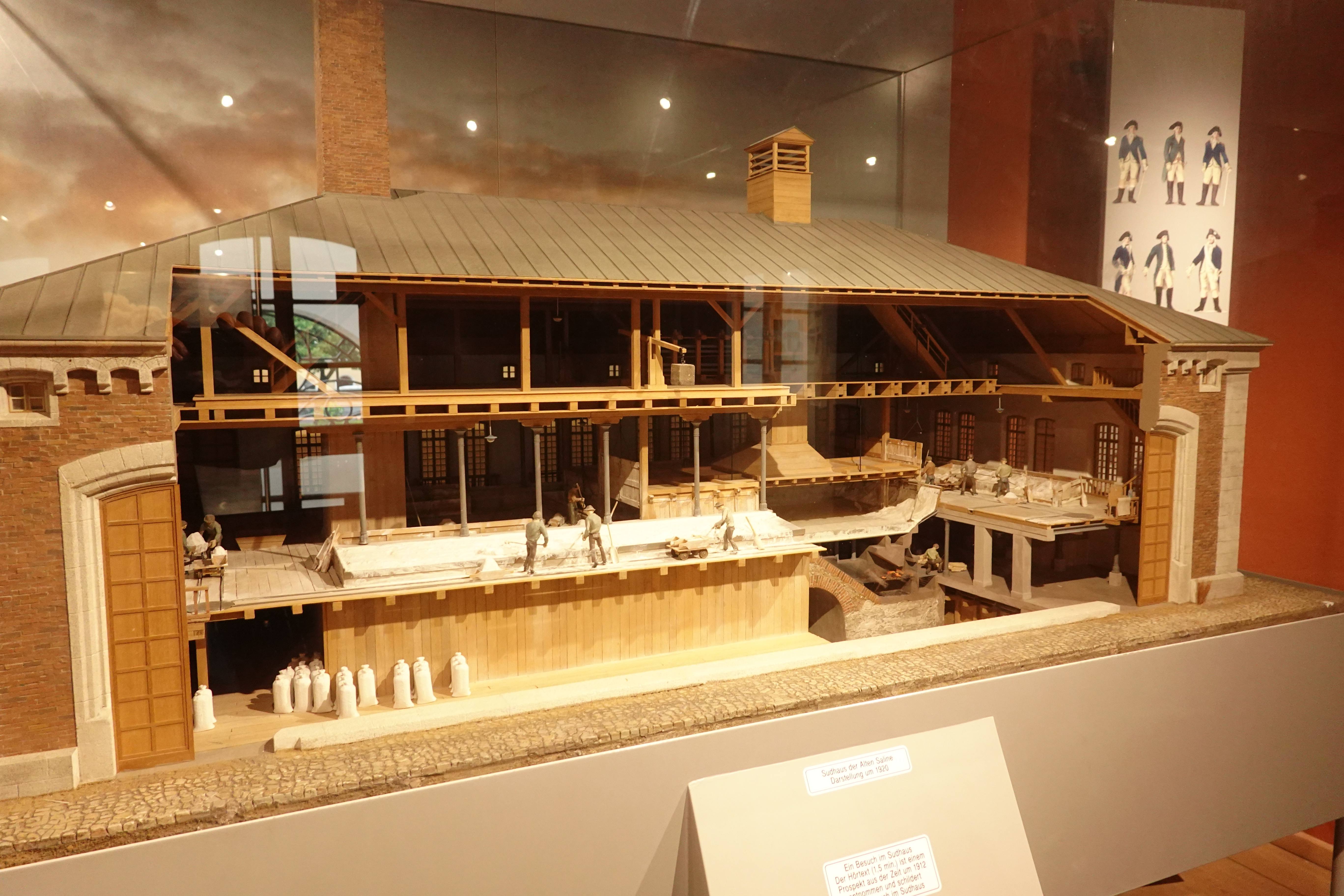
Modell eines Sudhauses; Salzmuseum in der Alten Saline in Bad Reichenhall

## Meerwassersalinen (Salzgärten)
Bei der Gewinnung von Meersalz wird zuerst das Salzwasser zur Vorkonzentration in mehrere hintereinander geschaltete Verdunstungsteiche geleitet. In jeder Stufe erhöht sich der Sättigungsgrad der Sole und die Hauptmenge Gips wird ausgefällt. Die gesättigte Sole wird dann in Kristallisierteiche geleitet, in denen die Endeindunstung erfolgt.
Die wirtschaftliche Organisation der Salinen entsprach lange Zeit der von Agrarbetrieben. Viele französische Kleinbetriebe umfassen selten mehr als 2 ha Grundfläche und bieten so nur einen Nebenerwerb für die dort arbeitenden Salzbauern. Zunehmend bilden sich größere international agierende Unternehmen wie die Compagnie des Salins du Midi et des Salines de l’Est in Südfrankreich und vergleichbare Unternehmen in den USA.

### Verbreitung
Meerwassersalinen können naturgemäß nur in Küstenregionen angelegt werden. Für einen erfolgreichen Betrieb sind mehrere Voraussetzungen nötig.
- ein mindestens normaler (ozeanischer) Salzgehalt der Küstengewässer für eine gute Ausbeute, also nicht an der Ostsee, da diese ein Brackwassermeer ist.
- Flache Ufer, um große Salzgärten anlegen zu können.
- Intensive und regelmäßige Sonneneinstrahlung für eine ausreichende Wärmezufuhr und Verdunstung.
- Genügend Wind zum Austausch der feuchten Luft durch „aufnahmefähige“ trockene.
- Wenig Regen, nur ein einziger heftiger Regenschauer kann die „Ernte“ von Wochen wieder lösen.

In Europa findet man Salinen in der Bretagne an der französischen Atlantikküste, am Schwarzen und am Mittelmeer, hier bei Salin-de-Giraud, die Meerwassersaline Ston, die Saline der Insel Pag oder die Salinen von Sečovlje. Es gibt sie aber unter anderem auch auf den kanarischen Inseln, am Chinesischen Meer, am Indischen Ozean und an Stellen Zentral- und Südamerikas. Wenige findet man sogar weiter nördlich, wie zum Beispiel in der Bucht von San Francisco.

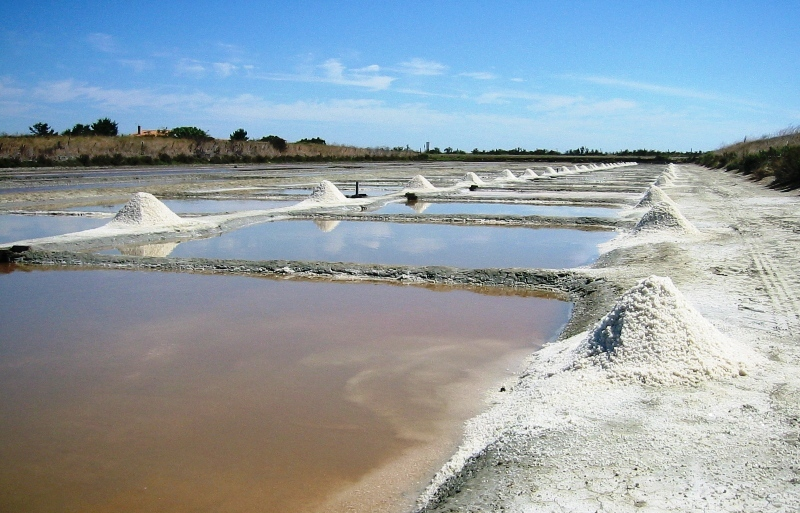
Verdunstungsbecken einer Saline auf der Île de Ré
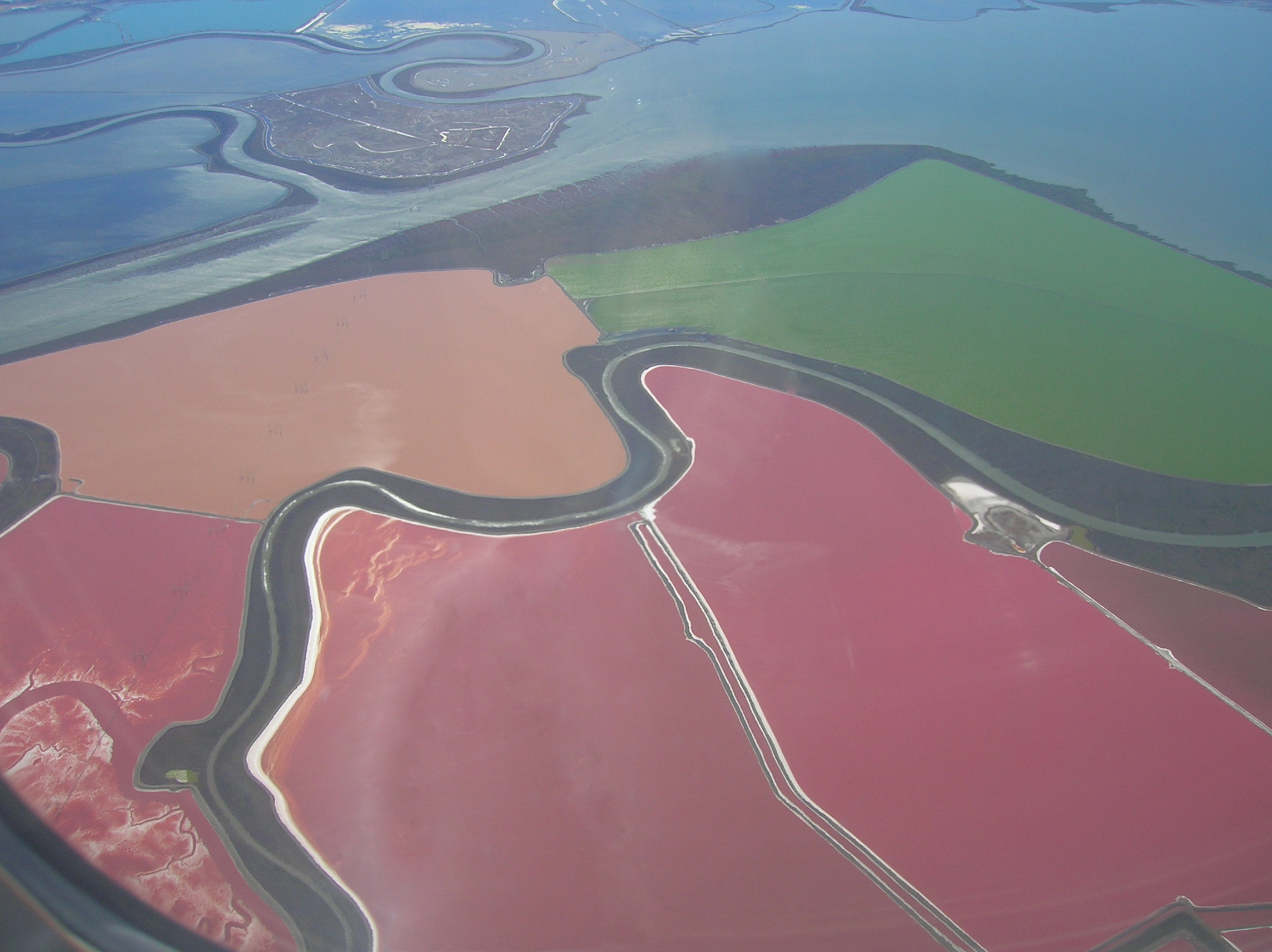
Luftaufnahme der Salzteiche in der Bucht von San Francisco
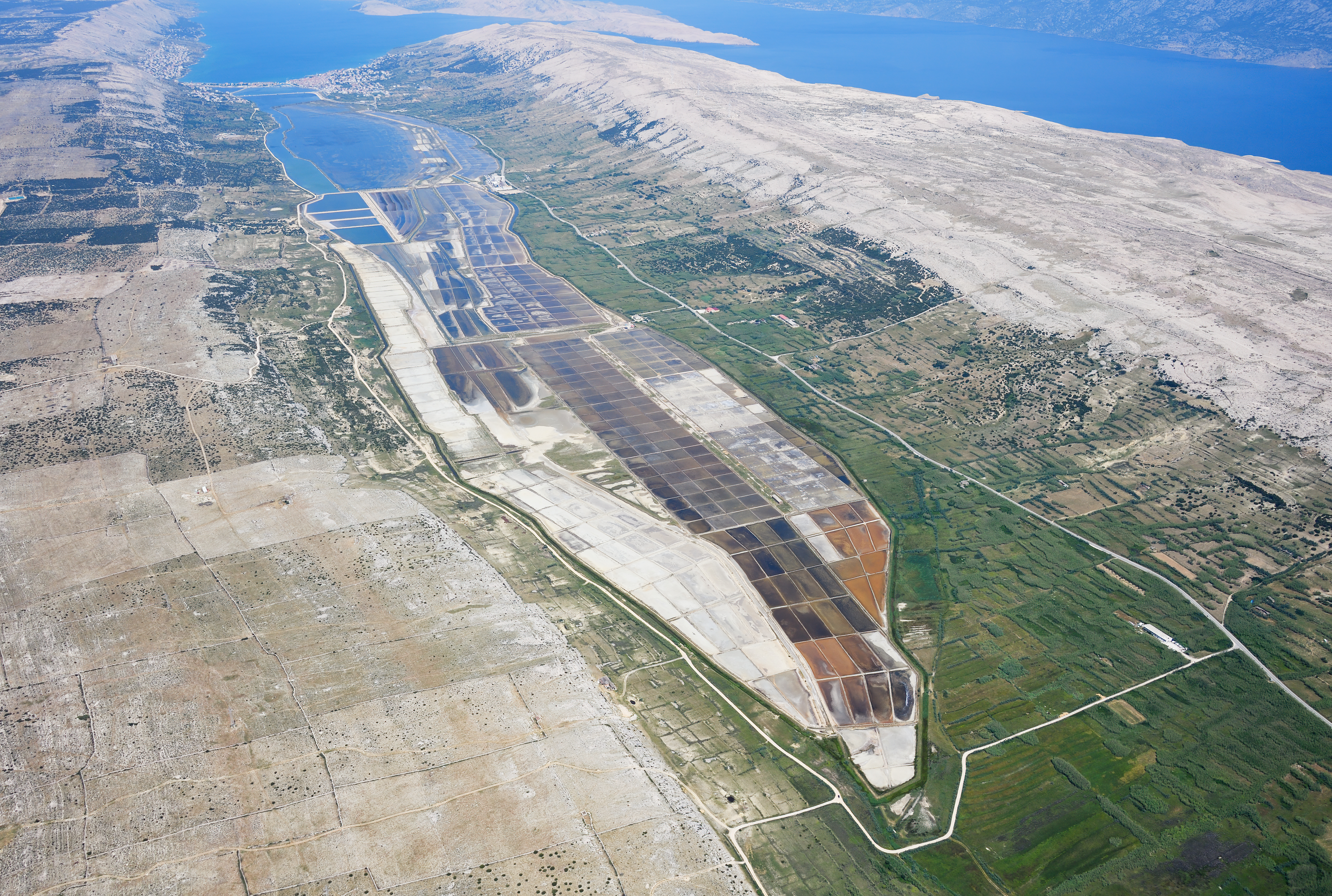
Luftaufnahme der Saline von Pag
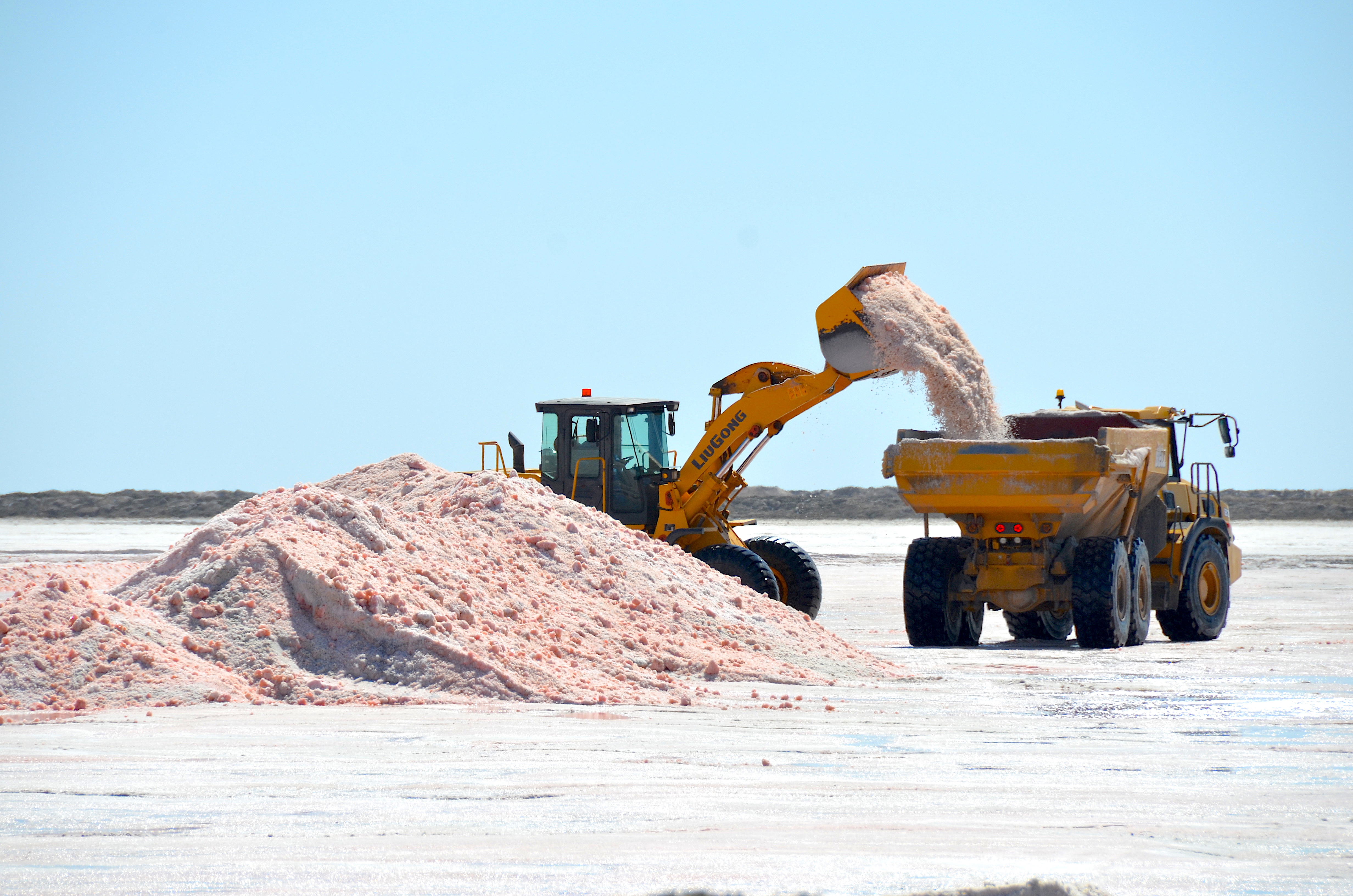
Meersalzverladung am Salzbecken in Walvis Bay
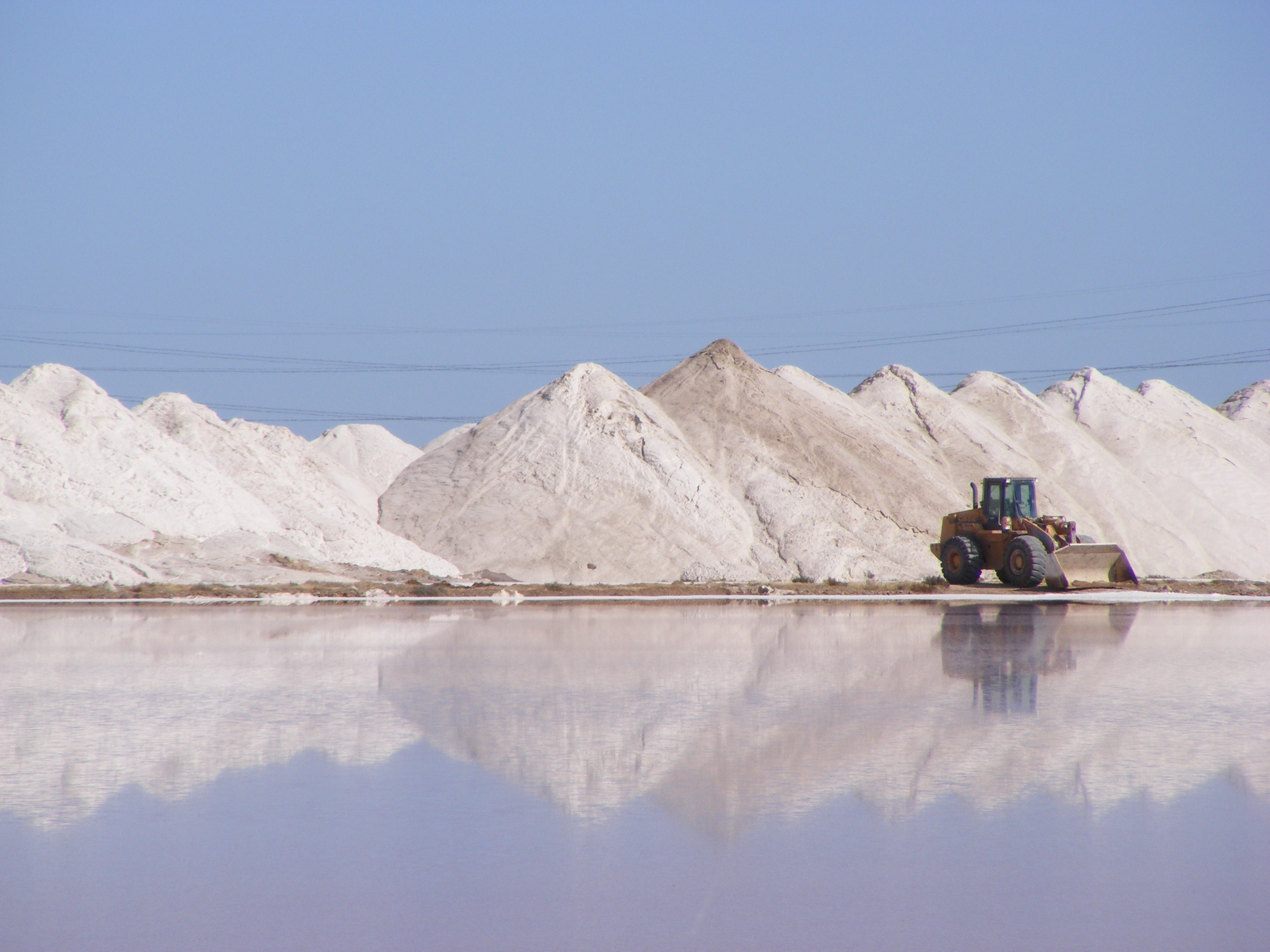
Saline am Dry Creek, Adelaide

## Mischformen und Besonderheiten

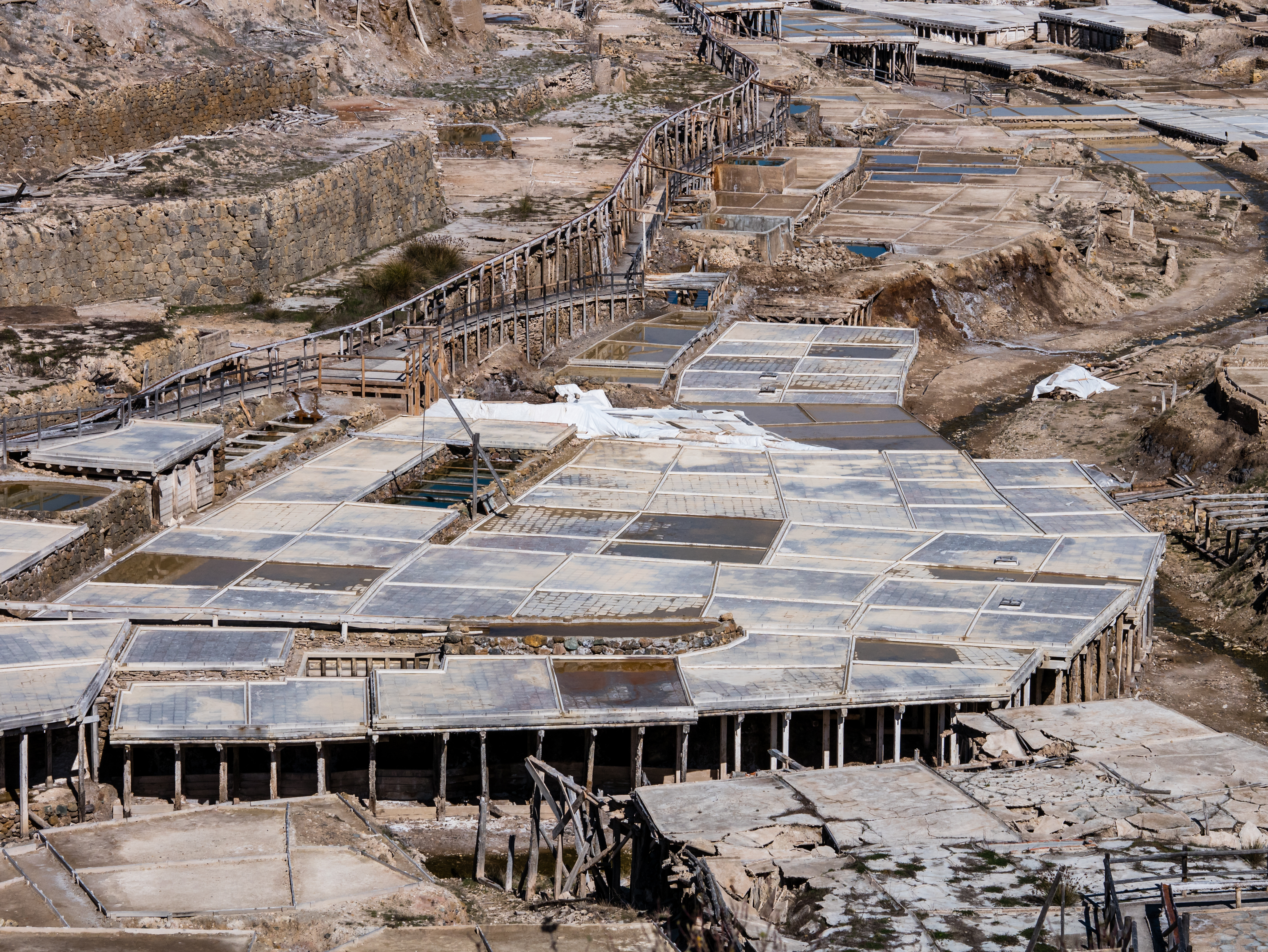
Salinen von Salinas de Añana

Es gibt auch Mischformen der beiden genannten Arten von Salinen. So wird in manchen Salinen zwar Sole aus unterirdischen Salzlagerstätten verarbeitet, die als Salzquellen zu Tage tritt – dabei wird das Salz jedoch nicht durch Sieden gewonnen, sondern durch Verdunstung des Wassers in flachen Becken wie bei Meerwassersalinen. Beispiele hierfür finden sich im östlichen Tibet und dem nördlichen Yunnangebirge oder im spanischen Añana.
Als Besonderheit gab es in Deutschland eine Saline in der Nähe des Kernkraftwerks Stade in Niedersachsen, sie wurde mit dessen Fernwärme betrieben. Mit der Abschaltung des Kraftwerks im Jahr 2003 wurde die Saline stillgelegt.

## Folgenutzungen

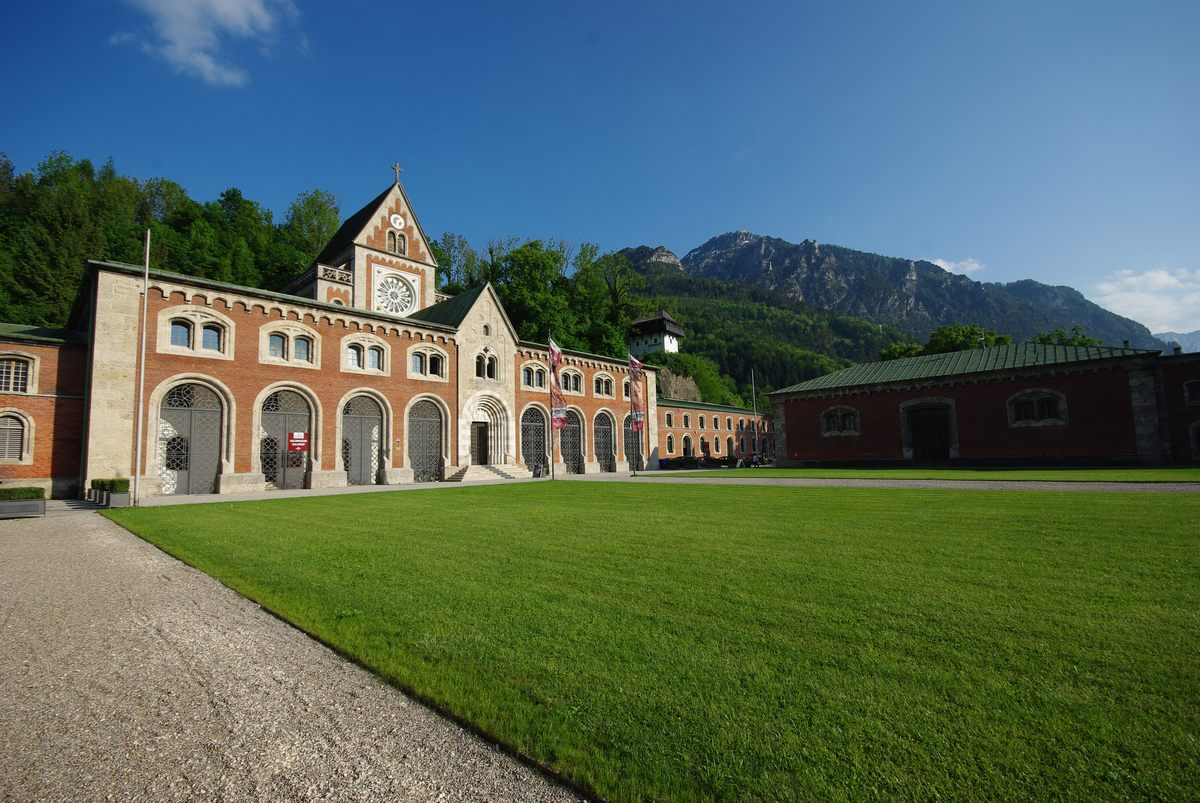
Alte Saline in Bad Reichenhall, Hauptbrunnhaus

Viele historische Salinen sind nach der Aussolung aus wirtschaftlichen Gründen aufgegeben worden und verfallen, wenn sich keine Folgenutzung ergibt. In Halle (Saale) findet man die zwischen 1719 und 1721 errichtete und regelmäßig restaurierte Saline der halleschen Salzwirker. In den Gebäuden befindet sich das Halloren- und Salinemuseum Halle, in dem regelmäßig die historische Salzgewinnung in Form eines Schausiedens vorgeführt wird. Im nordhessischen Kurort Bad Sooden-Allendorf ist die Historie der einstigen Saline mit ehemaligen Produktionsstätten und einem Salzmuseum gut nachzuvollziehen, beispielsweise gibt es ein aufwändig restauriertes Gradierwerk, welches zum Teil in eine Thermalbadelandschaft integriert wurde. Ein positives Beispiel für eine erfolgreiche Nutzung der vorhandenen Gebäude ist die unter Ensembleschutz stehende Alte Saline in Bad Reichenhall. Ein örtlicher Bauträger hat das Brunnhaus samt angeschlossenen Sudhäuser, Magazine und Werkstätten erworben. Der sogenannte Quellenbau selbst existiert noch unverändert mit der Technik aus dem frühen 19. Jahrhundert und kann im Rahmen von Führungen besichtigt werden. Die restlichen Gebäude wurden umfassend saniert und beherbergen nun ein Ärztezentrum, eine Apotheke, Einzelhandelsunternehmen, Gastronomie, die Reichenhaller Akademie und das Magazin 4, das für kulturelle Veranstaltungen genutzt wird.